# Impacte ecològic del castor americà
Els impactes ecològics del castor americà són molt nombrosos i de molt diversa naturalesa. Històricament va ser caçat sense cap mena de consideració per obtenir-ne la seva pell, la qual era molt valuosa, fins gairebé la seva completa extinció a mitjans del segle xix. La seva desaparició del castor de la majoria de rius i rierols de l'Amèrica del nord, va provocar, entre d'altres efectes, una disminució de la biodiversitat. Moltes de les espècies que en treien profit de la seva presència van marxar o desaparèixer. A partir d'aleshores es va decretar la seva protecció, a finals del segle xix, i la seva població s'ha anat recuperant i ha recolonitzat molts rius i rierols on havia viscut històricament.
Recentment s'han publicat nombrosos estudis sobre el castor, en molts dels quals es determina el seu impacte. Actualment, tot i tenir detractors que el consideren perjudicial, en general es ben considerat a causa del beneficis que aporta la seva presència als llocs on habita.

## Efectes sobre els rierols i la qualitat de l'aigua
Els dics dels castors augmenten el corrent dels rierols, secs en algunes estacions, mitjançant l'emmagatzematge d'aigua en l'època de pluges, el que eleva els nivells freàtics a través de la percolació dels estanys. En un estudi recent fet a partir d'un mosaic d'una sèrie de 12 fotos aèries d'entre 1948 i 2002, l'impacte del retorn dels castors a una àrea d'aigües al centre-oriental d'Alberta, Canadà, va trobar que els mamífers estaven relacionats amb un augment de 9 vegades de la zona aquoses. Els castors van tornar a la zona el 1954 després d'una llarga absència des de la seva extinció pel comerç de la pell al segle xix. Durant els anys de sequera, on els castors eren presents, hi va haver 60% més d'aigua que la que hi havia en aquestes mateixes àrees durant els períodes de sequera anteriors, quan els castors estaven absents. Els autors van concloure que els castors tenen una influència dramàtica en la creació i manteniment de les zones humides, fins i tot durant la sequera extrema.
Des de torrents a la plana costanera de Maryland fins al llac Tahoe, s'ha demostrat que els estanys dels castors eliminen els sediments i contaminants incloent la totalitat de sòlids suspesos, nitrogen, fosfats, carboni i silicats, millorant la qualitat dels corrents d'aigua.A més, els coliformes fecals i bacteris estreptococs excretats en els corrents pel pasturatge de bestiar són reduïts pels estanys dels castor, on la desacceleració dels corrents condueixen als bacteris a dipositar-se als sediments del fons.
El terme "febre del castor" va ser un nom inadequat encunyat per la premsa dels Estats Units en la dècada de 1970, arran d'uns resultats del paràsit Giardia lamblia, el que provoca la giardiosi, del qual n'eren suposadament portadors els castors. Altres investigacions han demostrat que molts animals i aus són portadores d'aquest paràsit, i la principal font de contaminació de l'aigua es causada pels éssers humans. Les preocupacions més recents apunten a animals domèstics com un vector important de la giardiosi, amb un 100% de resultats positius per giardiosi en vedells joves obtinguts de proves fetes a ramats lactis. A Nova Zelanda hi havia brots de giardiosi, on el castor no hi era present, mentre que a Noruega, on hi viu una gran població de castors, no hi havia brots de Giardiosi fins fa poc (a la part del sud de Noruega densament poblada pels éssers humans, però no pels castor).

## Efectes sobre l'abundància d'ocell i la diversitat
Els castors ajuden a les aus aquàtiques augmentant les extensions d'aigua, i en les latituds septentrionals descongelen les zones d'aigua, facilitant que s'avanci la temporada de nidificació. En un estudi dels rius i rierols de Wyoming, els cursos d'aigua amb castors tenien 75 vegades més ànecs que els que no tenien castors.
Els cignes trompeta (Cygnus buccinador) i les oques del Canadà (Branta canadensis) sovint depenen dels caus dels castors per niar. Es va observar que una petita població de cigne trompeta del Canadà no niava en grans llacs, preferint fer-ho en petits llacs i llacunes associades a l'activitat de castor.
Els castors poden beneficiar les aus que freqüenten els seus estanys de diverses maneres addicionals. L'eliminació d'alguns arbres propers als estanys augmenta la densitat i l'alçada de la capa d'herba, el que millora la cobertura dels nius d'aus aquàtiques al costat dels estanys. Tant les clarianes al bosc on els arbres havien estat talats per castors i una "vora gradual" descrita com una transició complexa de l'estany al bosc amb una barreja de gramínies, herbàcies, arbres joves i arbustos estan fortament associades amb una major riquesa d'espècies d'aus migratòries i la seva abundància. El rebrot de salzes i àlbers al costat de l'aigua dels castors condueix a la producció de brots densos, que proporciona una cobertura important als ocells i els insectes dels que s'alimenten. L'ampliació de la terrassa de ribera al costat dels rierols s'associa amb els dics de castor i s'ha demostrat que augmenta l'abundància d'aus de ribera i la seva diversitat, un impacte que pot ser especialment important en climes semiàrids.
A mesura que els arbres són ofegats per l'augment dels embassaments dels castors, esdevenen llocs de nidificació ideals pels pícids, que fan cavitats que atreuen a moltes altres espècies d'aus, com els papamosques, l'oreneta bicolor, els pàrids, l'ànec carolí, els morells, els becs de serra, els mussols i el xoriguer americà. Els piscívors, entre els que es troben garses, cabussets, corbs marins, el bitó americà, l'agró blanc, el martinet blanc americà, els becs de serra i l'alció blau, utilitzen els estanys creats pels castors per pescar. El bec de serra coronat, el martinet verd, el bernat americà i l'alció blau eren més freqüents als aiguamolls de Nova York, on el castor eren actius que en llocs on els castors no tenien activitat.
Perpetuant els corrents en deserts àrids, els castors poden crear hàbitats que augmenten l'abundància i diversitat d'espècies de dependents de les riberes. Per exemple, a la part superior del riu San Pedro, al sud-est d'Arizona, on els castors reintroduïts han creat hàbitats pantanosos de salzes que han ampliat l'àrea de distribució de Empidonax trailii extimus, una subespècie en perill d'extinció.

## Efectes sobre els peixos

### Preses de castor com a hàbitat de criança per als salmònids
Els estanys dels castors han demostrat tenir un efecte beneficiós en poblacions de truita de riu i salmó. Molts autors consideren que la disminució de salmònids està relacionada amb la disminució de les poblacions de castor. Investigacions a la conca del riu Stillaguamish, a l'estat de Washington, trobaren que la pèrdua de nombrosos estanys creats per castors va donar lloc a una reducció del 89% de la producció estival d'alevins de salmó platejat i una reducció del 86% en la capacitat crítica de càrrega als hàbitats d'hivern. Aquest estudi també va trobar que la presència de castors als estanys va augmentar la producció d'alevins de salmó 80 vegades més que la col·locació de restes de fusta grans. Els investigadors Swales i Leving havien demostrat prèviament al riu Coldwater, a la Colúmbia Britànica, que els estanys de castors eren preferentment poblats per salmó platejat per davant d'altres salmònids i que proporcionaven protecció durant l'hibernació, i protecció dels fluxos alts de desglaç i dels llocs de criança a l'estiu. En un estudi sobre la truita de rierol, la truita arc de Sant Martí i la truita comuna al rierol Sagehen, que desemboca al riu Little Truckee, a una alçada de 1.800 metres sobre el nivell mar, al nord de Sierra Nevada, també s'ha demostrat que la presència de les preses de castor augmenta tant el nombre de peixos, com la mida, o tots dos. Aquestes troballes coincideixen amb un estudi de petits rierols fet a Suècia, on trobaren que les truites marrons eren més grans en els estanys de castors en comparació amb les zones de ràpids, i que els estanys dels castors proporcionen un l'hàbitat per truites més grans en petits rierols durant els períodes de sequera. De la mateixa manera, la truita de rierol, el salmó platejat i el salmó roig eren significativament més grans en els estanys de castor que els de les zones sense estanys de castors a Colorado i Alaska. En un estudi recent sobre a la capçalera d'un corrent als Apalatxes, les truites de rierol també eren més gran als estanys de castors.

### Preses de castor i la migració del salmó
Contràriament a la creença popular, la majoria de les preses dels castors no representen barreres per a la migració de la truita i el salmó, encara que poden estar restringides estacionalment durant els períodes de baix cabal de flux. En una anàlisi dels estudis que afirmen que les preses dels castors actuen com a barreres de pas per als peixos, Kemp et al. trobaren que el 78% d'aquestes reclamacions no es basen en cap dada. En un estudi de radiotelemetría de 2013 sobre la truita de Clark i la truita de rierol fet a Utah, ambdues espècies creuaven les preses de castos en ambdues direccions, incloent preses de fins a 2 metres d'alt. A més, s'ha demostrat que la truita arc de Sant Martí, la truita marró i truita de rierol han arribat a creuar fins a 14 preses de castor consecutives. Tant els adults com els juvenils de salmó platejat, truita arc de Sant Martí, truita de Clark, Salvelinus malma malma i salmó roig són capaços de creuar preses de castor. Al sud-est d'Alaska, on el salmó platejat ha saltat preses de fins a dos metres d'alt, es trobaren per sobre de totes les preses de castor i tenien les seves densitats més altes en els rierols amb castors. Als corrents costaners d'Oregon, les preses de castor són efímeres i gairebé totes desapareixen durant els fluxos de alts de l'hivern, només per a ser re-construïdes cada estiu. La migració del salmó europeu pot estar limitada per les preses de castor però la presència de juvenils aigües amunt de les preses suggereix que les preses són penetrades. La migració aigües avall dels juvenils de salmó europeu tampoc es veuen afectades per les preses de castor, fins i tot en períodes de fluxos baixos. També es va observar que els juvenils de dos anys de salmó de l'Atlàntic que vivien en estanys de castor a l'est del Canadà, tenien un creixement estival més ràpid en longitud i massa i estaven en millors condicions que els juvenils que vivien per sota o per sobre dels estanys.

### El rol de les preses de castor en la supervivència dels salmònids a l'hivern
La importància de l'hàbitat d'hivern per als salmònids que proporcionen els estanys de castor pot ser especialment important (i poc apreciada) en corrents d'aigües poc profundes o on la capa de gel entra en contacte amb el fons dels corrents. Enos Mills va escriure el 1913, "Un hivern sec el corrent ... corria amb poc cabal i es va congelar fins al fons, i les úniques truites que hi van sobreviure eren aquelles que vivien en els forats profunds dels estanys de castor". Es va observar que les truites de Clark i la truita toro passaven l'hivern als estanys de castor de Montana, que la truita de rierol es congregava a l'hivern als estanys de castor de Nova Brunswick i Wyoming, i que el salmó platejat ho feia als estanys de castor d'Oregon. El 2011, una meta-anàlisi d'estudis d'impactes de castor sobre els salmònids va trobar que els castors representaven un benefici net per a les poblacions de salmó i truita principalment mitjançant la millora de l'hàbitat (amb la construcció d'estanys) tant per a la cria com per la hibernació i que aquesta conclusió més de la meitat de les vegades es basava en dades científiques. Per contra, el més sovint citat impacte negatiu dels castors sobre els peixos eren les barreres a la migració tot i que la conclusió només es basava en dades científiques en el 22% dels casos. També trobaren que quan les preses de castor representen barreres, aquestes són generalment de curta durada, ja que les preses són superades per l'aigua, extingides, o eludides pels augments del corrent causats per les tempestes.

### Importància dels castors en la supervivència dels salmònids
Mitjançant la creació d'una complexa xarxa de canals addicionals, incloses llacunes i pantans lateralment separats del canal principal, els castors poden tenir un paper en la creació i el manteniment de la biodiversitat de peixos. En els canals fora de la llera principal restaurats pels castors a la secció mitjana del riu Provo, a Utah, espècies natives de peixos persisteixen fins i tot quan han estat extingits a la llera principal del canal per la competència de peixos no natius introduïts. Els esforços per restaurar l'hàbitat dels salmònids a l'oest dels Estats Units s'ha centrat principalment en l'establiment de residus llenyosos de grans dimensions en els rierols, per frenar els fluxos i crear piscines pels salmònids joves. Investigacions a l'estat de Washington trobaren que la producció mitjana de juvenils a l'estiu per àrea de preses de castor és d'entre 527 i 1174 peixos, mentre que la producció d'alevins de a zones amb restes grans de fusta dins del corrent és d'entre 6 i 15 individus, el que suggereix que el restabliment de les poblacions de castor seria 80 vegades més eficaç.

### Impacte dels castors en peixos als estuaris
Recentment, s'han descobert castors que viuen en aigües salobres als aiguamolls d'estuaris, on la densitat de salmó reial és cinc vegades més gran que a les zones veïnes.

## Efectes sobre els arbres de ribera i la vegetació

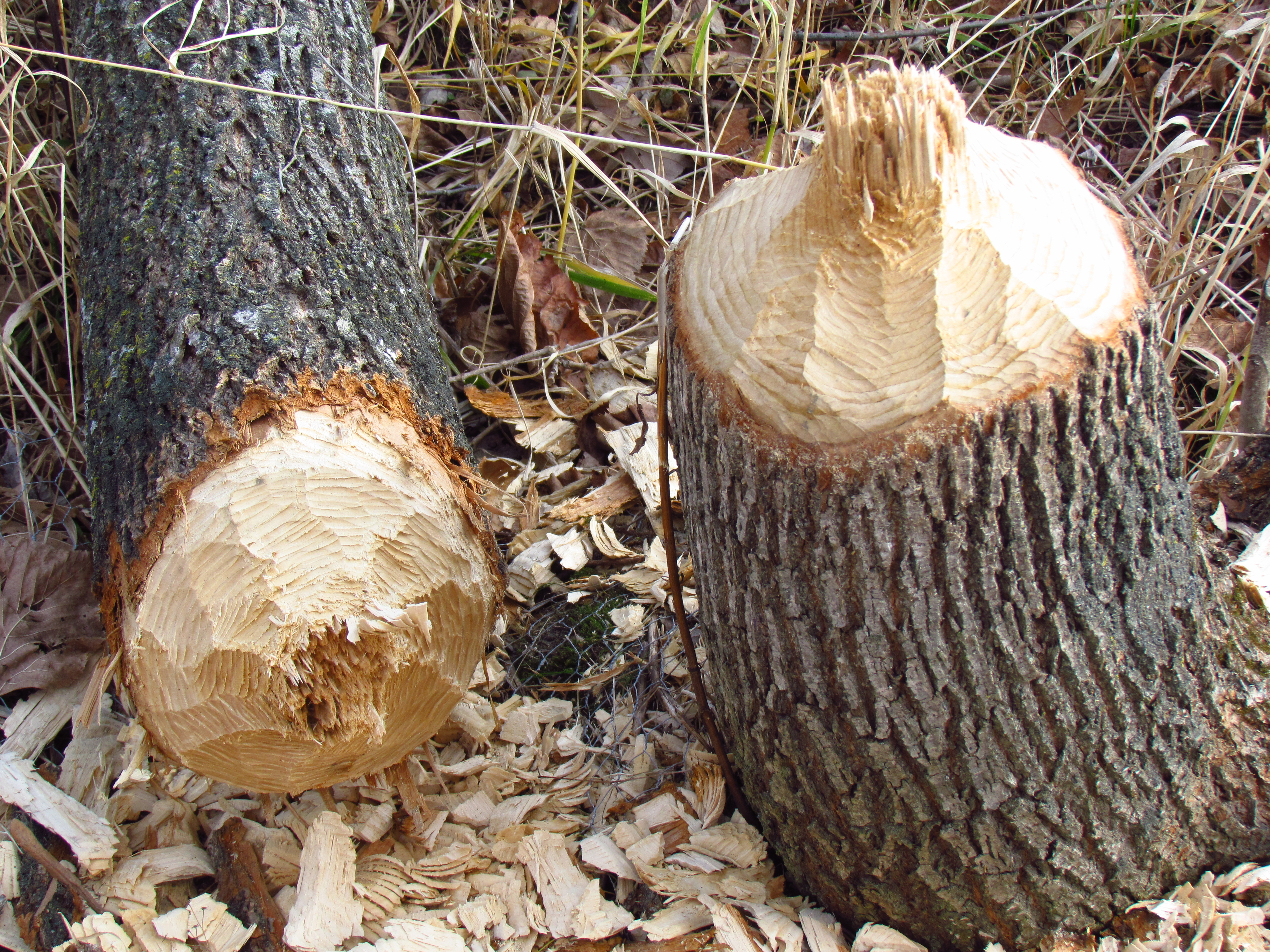
Arbre de 20 cm de diàmetre talat per un castor americà.

La saviesa convencional ha sostingut que els castors envolten i talen arbres i fan disminuir els arbres de ribera i la vegetació, encara que sembla cert tot el contrari quan es duen a terme estudis a llarg termini. El 1987, Beier va informar que els castors havien causat l'extinció local de trèmol americà (Populus tremuloides) i Populus trichocarpa en un 4 o 5% dels corrents que arribaven a la part baixa del riu Truckee a Sierra Nevada. No obstant això, el salze va respondre rebrotant vigorosament a la majoria dels corrents. A més, va especular que sense control sobre les poblacions de castor, les dues espècies podrien extingir-se al riu Truckee. Ambdues espècies, no només van sobreviure a la colonització en curs del castor, si no que un estudi recent de deu rierols de Sierra Nevada a la conca del Llac Tahoe utilitzant videografia multi-espectral aèria, s'ha demostrat que la vegetació herbàcia està molt més concentrada a prop dels dics dels castors, mentre que les coníferes han disminuït. Aquests resultats són consistents amb els de Pollock, que va informar que al rierol Bridge, un corrent de les àrees semiàrides d'Oregon, l'amplada de la vegetació de ribera en els bancs dels corrents havia augmentat diverses vegades a mesura que les preses de castor regaven d'aigua les prèviament seques terrasses adjacents als corrents. En un segon estudi de la vegetació de ribera a partir d'observacions del mateix rierol en un període de 17 anys, encara que les porcions del tram d'estudi foren abandonades periòdicament pels castors en conseqüència a una gran utilització de la vegetació de les ribes, en pocs anys, denses grades de plantes llenyoses de major diversitat van ocupar una porció més gran de la zona d'inundació. Tot i que el pollancre i el vern pilós generalment no rebroten després de ser talats pels castors, és freqüent que creixin de llavors que aterren als dipòsits al·luvials que són el resultat de l'activitat dels castors. Per tant, el castor sembla augmentar la vegetació de ribera donant prou anys per dipositar sediments i profunditat d'estany suficient per crear zones de ribera eixamplades i ben regades, especialment a les zones de baixa precipitació a l'estiu.
La superfície dels estanys de castor és típicament a punt de vessar, de manera que fins i tot petits augments en els cabals fan que l'estany es desbordi. Per tant, els fluxos de corrent elevat estenen l'aigua i els nutrients més enllà de les ribes dels rius fins amples zones de ribera, quan els castors hi són presents. Finalment, els estanys de castor poden servir de tallafocs en àrees propenses a incendis.

## Els castors i la reconstrucció dels corrents
A la dècada de 1930, el govern dels Estats Units va posar 600 castors a treballar juntament amb el Cos Civil de Conservació en projectes per aturar l'erosió del sòl causada per corrents a Oregon, Washington, Wyoming i Utah. En el moment es va estimar que cada castor, que tenia un cost inicial d'uns 5 dòlars, havia completat treballs per valor de 300 dòlars. El 2014, una revisió dels dics de castor com a eines de restauració de rierols va proposar que un ecosistema que utilitzes plantes de ribera i els dics de castor podria accelerar la reparació de rierols degradats enfront de la manipulació física dels corrents.
La província d'Alberta va publicar un fullet que proporcionava informació sobre l'ús del castor per a la restauració de rierols.
L'estat d'Utah va publicar un Pla de Gestió de Castors que incloïa la re-introducció dels castors en deu corrents per any amb el propòsit de restaurar les conques cada any des de 2010 fins a 2020.
En un estudi pilot a l'estat de Washington, es van reintroduir castors a la part superior de la vall del riu Methow, a l'est de la Serralada de les Cascades, per avaluar les seves estimacions de que si es repoblaven 16.000 quilòmetres d'hàbitat, durant la primavera es podrien emmagatzemar 2,46 trilions de metres cúbics d'aigua que es podrien alliberar durant la tardor (temporada àrida). El castor havia estat exterminat de les conques del riu Methow pels caçadors de pells a principis de la dècada de 1900. Aquest projecte va ser desenvolupat en resposta a una proposta de 2003 del Departament d'Ecologia de Washington d'invertir fins a 10.000 milions de dòlars en la construcció de diverses preses als afluents del riu Columbia per retenir aigües a la temporada de pluja. Fins a gener de 2016, s'havien alliberat 240 castors a 51 llocs de la part alta del riu Methow, els quals havien construït 176 dics de castor que emmagatzemaven milions de metres cúbics d'aigua en aquesta regió semiàrida de l'est de l'estat. A la part alta de la vall del riu Methow es va alliberar un castor que portava un dispositiu RFID, el qual va nedar fins a la desembocadura del riu, i posteriorment fins al riu Okanogan gairebé a la frontera entre Canadà i els Estats Units, en un viatge de 190 quilometres.

## Introducció com a espècie no nativa

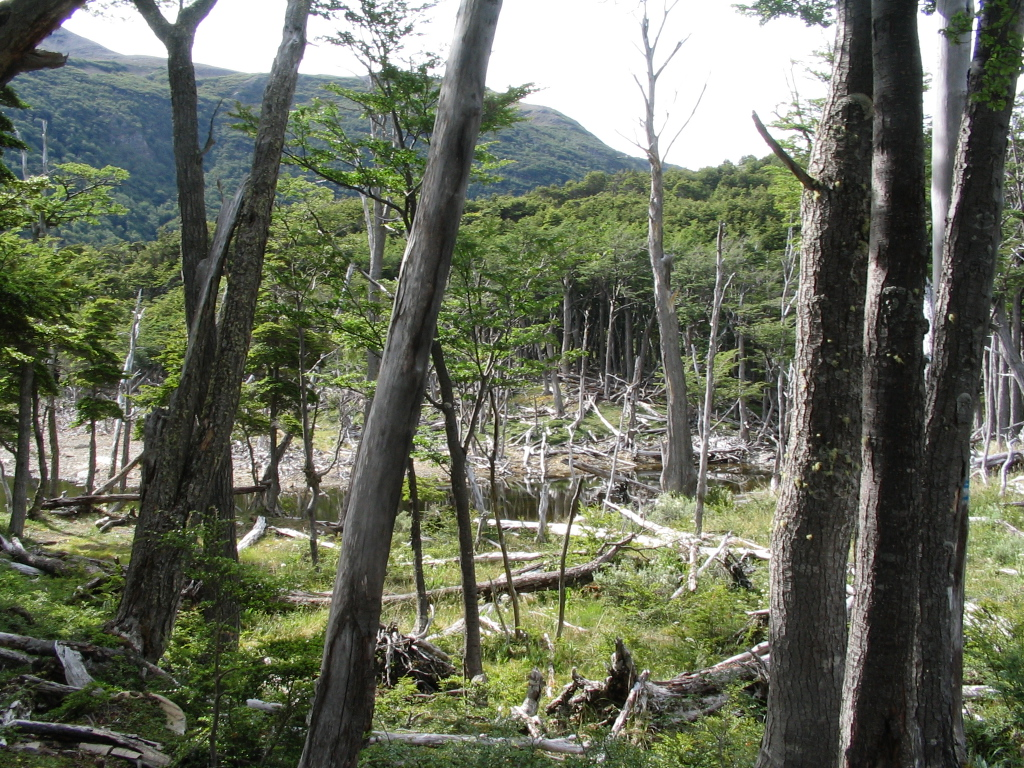
Danys causats per castors a la costa nord del llac Robalo, a l'illa de Navarino, Xile.

A la dècada de 1940, els castors va ser portats a la Terra del Foc al sud de Xile i Argentina per a la producció comercial de pells i introduïts prop del llac Fagnano. Tot i que l'empresa de pelleteria va fer fallida, 25 parelles de castors foren alliberades a la natura. En no tenir depredadors naturals en el seu nou entorn, es va estendre ràpidament per tota l'illa principal, i altres illes de l'arxipèlag, arribant a una població de 100.000 individus en tan sols 50 anys. Tot i que s'ha considerat una espècie invasora, s'ha demostrat que el castor té alguns efectes ecològics beneficiosos sobre els peixos nadius i no s'ha de considerar totalment perjudicial. Tot i que el bosc dominat per lenga es pot regenerar a partir de soques, la major part de les zones humides creades pels castor estan sent colonitzades pel més rarament nadiu faig antàrtic. No se sap si el faig antàrtic cobert d'arbustos serà succeït per l'originalment dominant i més gran lenga. A més els aiguamolls de castor són colonitzats fàcilment per espècies de plantes no natives. Per contra, les zones amb castors introduïts es van associar amb un augment de les poblacions de peixos de l'espècie nativa Galaxias maculatus. D'altra banda, els castors no semblaven tenir un impacte molt beneficiós en les exòtiques truita de rierol i truita arc de Sant Marti, que tenen un impacte negatiu en els peixos nadius a la Reserva de la Biosfera del Cap d'Hornos, a Xile. S'ha trobat que van creuar el mar cap a les illes del nord; i arribaren a la part continental de Xile a la dècada de 1990. Al capdavall, a causa de les seves modificacions a nivell de paisatge per al medi ambient i perquè els biòlegs volen conservar la flora i fauna única de la regió, la majoria afavoreixen la seva eliminació.
Individus de castor americà també foren alliberats a Finlàndia el 1937, abans de saber que eren formaven espècies separades. El castor europeu havia estat exterminat a la regió, de manera que l'alliberament va ser concebut com un projecte de reintroducció. El 1999, es va estimar que el 90% dels castors a Finlàndia eren de l'especie americana. L'espècie no és considerada invasiva, ja que a Europa té un efecte similar que el dels castors europeus, que no han re-colonitzat la zona. La població de castors s'ha controlat mitjançant l'emissió de llicències de caça. Un informe de 2010 va arribar a la conclusió que mentre la població actual no era problemàtica, ja que l'espècie té ventrades més grans que els castors europeus i construeix preses una mica més grans, podria esdevenir un problema si la seva àrea de distribució geogràfica continua expandint-se cap a Rússia, però això no sembla estar tenint lloc.